# Geulkerberg
De Geulkerberg, Gulikerberg of Gulickerberg is een heuvel in Nederlands Zuid-Limburg in de gemeente Voerendaal. De heuvel ligt ten noordoosten van Ubachsberg aan de noordkant van het Plateau van Ubachsberg.
Naar het noorden gaat de heuvel over in de Daalsberg en nog verder noordwestelijk ligt de Kunderberg. Ten oosten van de Geulkerberg ligt het Droogdal de Dael waar doorheen de Daelsweg loopt, de weg van Ubachsberg naar Welten (Heerlen). In het dal ligt de Hoeve de Daal. Aan de overzijde van dit dal liggen de Putberg en de Keverberg. Ten westen van de Geulkerberg ligt het Droogdal van Kunrade. Op de hellingen van de Geulkerberg zijn er verschillende kalkbranderijen geweest, overgebleven is Kalkoven Kurvers, sinds maart 1997 een rijksmonument.
De Geulkerberg ligt in het gebied waar in de jaren 1910 44 kalkovens stonden.
De Geulkerberg is onderdeel van het Natura 2000-gebied Kunderberg.